# Google AI
Google AI est une division de Google dédiée à l'intelligence artificielle. La création de Google AI été annoncée lors de la conférence Google I/O de 2017, par le PDG Sundar Pichai.
Cette division a étendu sa portée avec des installations de recherche dans diverses régions du monde telles que Zurich, Paris, Israël et Pékin. En 2023, Google AI faisait partie de l'initiative de réorganisation qui a élevé son dirigeant, Jeff Dean, au poste de scientifique en chef de Google. Cette réorganisation impliquait la fusion de Google Brain avec DeepMind (une entreprise basée au Royaume-Uni et acquise par Google en 2014).

## Projets
- Google Vids : création de vidéos informatives, avec des outils d'IA.
- Google Assistant : un logiciel d'assistant personnel intelligent qui est depuis 2023 développé par Google AI.
- Un service fournissant l'accès à des TPUs (Tensor Processing Units) dans le cloud afin de développer des logiciels d'apprentissage automatique[6],[7]. Le TPU research cloud offre un accès gratuit à un cluster de TPUs aux chercheurs engagés travaillant sur des projets open source d'apprentissage[8].
- TensorFlow :  une bibliothèque logicielle d'apprentissage automatique.
- Magenta : une équipe de recherche en apprentissage profond explorant le rôle de l'apprentissage automatique en tant qu'outil dans le processus créatif[9]. L'équipe a publié de nombreux projets open source pour faciliter la création d'art, et notamment de musique[10].
- Sycomore : un nouveau processeur quantique programmable de 54 qubits[11].
- LaMDA : une famille de modèles de grands modèles de langage[12].
- Un programme visant à créer des jeux de données dans des langues sous-représentées[13].

### Précédents projets
- Bard : un chatbot basé sur le modèle Gemini, n'est plus développé par Google AI depuis le 8 février 2024, puisque le chatbot (désormais fusionné dans la marque Gemini) est désormais développé par Google DeepMind[14].
- Duet AI : un logiciel intégré à Google Workspace et qui permet de générer du texte ou des images[15]. Duet AI n'est plus développée par Google AI depuis le 8 février 2024, puisque l'intégration Google Workspace (désormais fusionnée dans la marque Gemini) est désormais développée par Google DeepMind.